# ウィル郡 (イリノイ州)
ウィル郡（英: Will County）は、アメリカ合衆国イリノイ州の郡である。人口は69万6355人（2020年）。郡庁所在地はジョリエットであり、同郡で人口最大の都市である。シカゴ都市圏に含まれる。

## 歴史
ウィル郡は1836年にクック郡とイロコイ郡の一部を合わせて設立された。郡名は州南部で塩の生産に関わり、政治家でもあったコンラッド・ウィル博士に因んで名付けられた。当時は他州から奴隷を借りることが許され、自由州であるイリノイ州でも塩の生産にのみ使用することができた。ウィルは最初のイリノイ州憲法制定会議の代議員と、1835年の死亡の時までイリノイ州下院議員を務めた。1836年1月12日にウィル郡が作られた。現在の領域の他にカンカキー川より北のカンカキー郡領域も含んでいた。1852年にカンカキー郡が設立されて、領域が小さくなり現在に至っている。

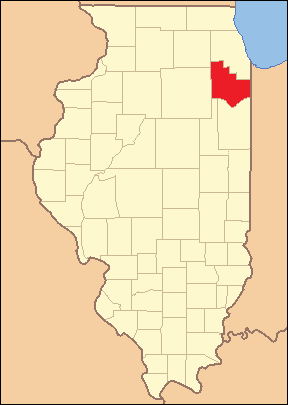
1836創設時から1852年までの郡領域
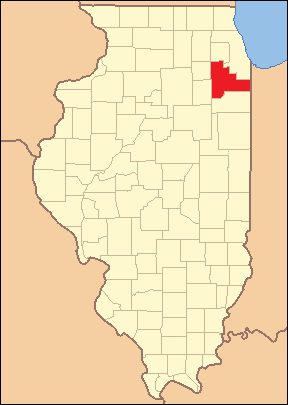
1853年にカンカキー郡が設立されて、以降領域が小さくなり現在に至っている

## 地理
アメリカ合衆国国勢調査局に拠れば、郡域全面積は849.23平方マイル (2,199.5 km2)であり、このうち陸地836.91平方マイル (2,167.6 km2)、水域は12.32平方マイル (31.9 km2)で水域率は1.45％である。
カンカキー川、デュページ川、デスプレーンズ川が郡内を流れ、西側郡境で合流している。イリノイ・アンド・ミシガン運河とシカゴ衛生航行運河が郡内を通っている。
多くの地域がウィル郡森林保存地区の管轄で公園として保存されており、その広さは総計20,000エーカー (81 km2) である。広さ17,000エーカー (69 km2) のミッドウィン・ナショナル高草プレーリーは元ジョリエット陸軍補給庫があった地でアメリカ合衆国林野庁が管轄する公園である。その他シャナホン州立公園やデスプレーンズ魚類野生生物地域がある。

### 主要高規格道路
| - 州間高速道路55号線 - 州間高速道路57号線 - 州間高速道路80号線 - 州間高速道路355号線 - アメリカ国道6号線 - アメリカ国道30号線 - アメリカ国道45号線 - アメリカ国道52号線 - イリノイ州道1号線 - イリノイ州道7号線 | - イリノイ州道43号線 - イリノイ州道50号線 - イリノイ州道53号線 - イリノイ州道59号線 - イリノイ州道102号線 - イリノイ州道113号線 - イリノイ州道126号線 - イリノイ州道129号線 - イリノイ州道171号線 - イリノイ州道394号線 |

### 隣接する郡
- デュページ郡 - 北
- クック郡 - 北東
- レイク郡 (インディアナ州) - 東
- カンカキー郡 - 南
- グランディ郡 - 南西
- ケンドール郡 - 西
- ケーン郡 - 北西

## 気候と気象
近年、郡庁所在地であるジョリエット市の平均気温は1月の13°F (-11 ℃) から7月の85°F (29 ℃) まで変化している。過去最低気温は1985年1月に記録された-26°F (-32 ℃) であり、過去最高気温は1988年6月に記録された104°F (40 ℃) である。月間降水量は2月の1.58インチ (40 mm) から7月の4.34インチ (110 mm) まで変化している。

## 人口動態
以下は2000年国勢調査による人口統計データである。
| 基礎データ - 人口: 502,266人 - 世帯数: 167,542 世帯 - 家族数: 131,017 家族 - 人口密度: 232人/km2（600人/mi2） - 住居数: 175,524軒 - 住居密度: 81軒/km2（210軒/mi2） 人種別人口構成 - 白人: 81.83% - アフリカン・アメリカン: 10.45% - ネイティブ・アメリカン: 0.21% - アジア人: 2.21% - 太平洋諸島系: 0.03% - その他の人種: 3.63% - 混血: 1.63% - ヒスパニック・ラテン系: 8.71% 先祖による構成 - ドイツ系：18.1％ - アイルランド系：12.9％ - ポーランド系：10.1％ - イタリア系：9.8％ | 年齢別人口構成 - 18歳未満: 30.0% - 18-24歳: 8.1% - 25-44歳: 32.9% - 45-64歳: 20.6% - 65歳以上: 8.3% - 年齢の中央値: 33歳 - 性比（女性100人あたり男性の人口） - 総人口: 99.8 - 18歳以上: 97.4 世帯と家族（対世帯数） - 18歳未満の子供がいる: 42.7% - 結婚・同居している夫婦: 64.8% - 未婚・離婚・死別女性が世帯主: 9.6% - 非家族世帯: 21.8% - 単身世帯: 17.8% - 65歳以上の老人1人暮らし: 6.0% - 平均構成人数 - 世帯: 2.94人 - 家族: 3.36人 収入と家計 - 収入の中央値 - 世帯: 62,238米ドル（2007年推計では73,159ドル） - 家族: 69,608米ドル（2007年推計では82,082ドル） - 性別 - 男性: 50,152米ドル - 女性: 31,345米ドル - 人口1人あたり収入: 24,613米ドル - 貧困線以下 - 対人口: 4.9% - 対家族数: 3.4% - 18歳未満: 5.6% - 65歳以上: 5.5% |

## 郡政府
ウィル郡は、9つの選挙区から選ばれる27人の委員で構成される郡政委員会で運営されている。郡全体の投票で選ばれる役人は郡執行役（郡長）、郡事務官、検死官、監査官、財務官、土地登記官、州検察官、保安官である。

## 郡区
ウィル郡は下記24の郡区に分割されている。

| - シャナホン - クリート - カスター - デュページ - フローレンス - フランクフォート - グリーンガーデン - ホーマー | - ジャクソン - ジョリエット - ロックポート - マンハッタン - モニー - ニューレノックス - ピオトーン - プレーンフィールド | - リード - トロイ - ワシントン - ウェズリー - ウィートランド - ウィル - ウィルミントン - ウィルトン |

## 都市と町
| - ジョリエット - 小部分がケンドール郡 - 郡庁所在地 - オーロラ - 一部はケーン郡、ケンドール郡、デュページ郡 - ボーリングブルック - 小部分がデュページ郡 - ビーチャー - ブレイドウッド - シャナホン - コールシティ - 主にグランディ郡、小部分がウィル郡 - クレストヒル - クリート - ダイアモンド - 主にグランディ郡、小部分がウィル郡 - エルウッド - フランクフォート - ゴッドリー - 小部分がグランディ郡 - ホーマーグレン - リーモント- 主にクック郡、小部分がウィル郡 - ロックポートロックポート - マンハッタン - ミヌーカ - 主にグランディ郡とケンドール郡 | - モキーナ - モニー - ネイパービル - 主にデュページ郡 - ニューレノックス - オーランドパーク- 主にクック郡、小部分がウィル郡 - パークフォレスト - 主にクック郡 - ピオトーン - プレーンフィールド - ロックデール - ロミオビル - ソークビレッジ - 主にクック郡、小部分がウィル郡 - ショアウッド - スティーガー - 一部はクック郡 - サイマートン - ティンリーパーク - 主にクック郡 - ユニバーシティパーク - 一部はクック郡 - ウィルミントン - ウッドリッジ - 一部はデュページ郡、小部分がクック郡 |

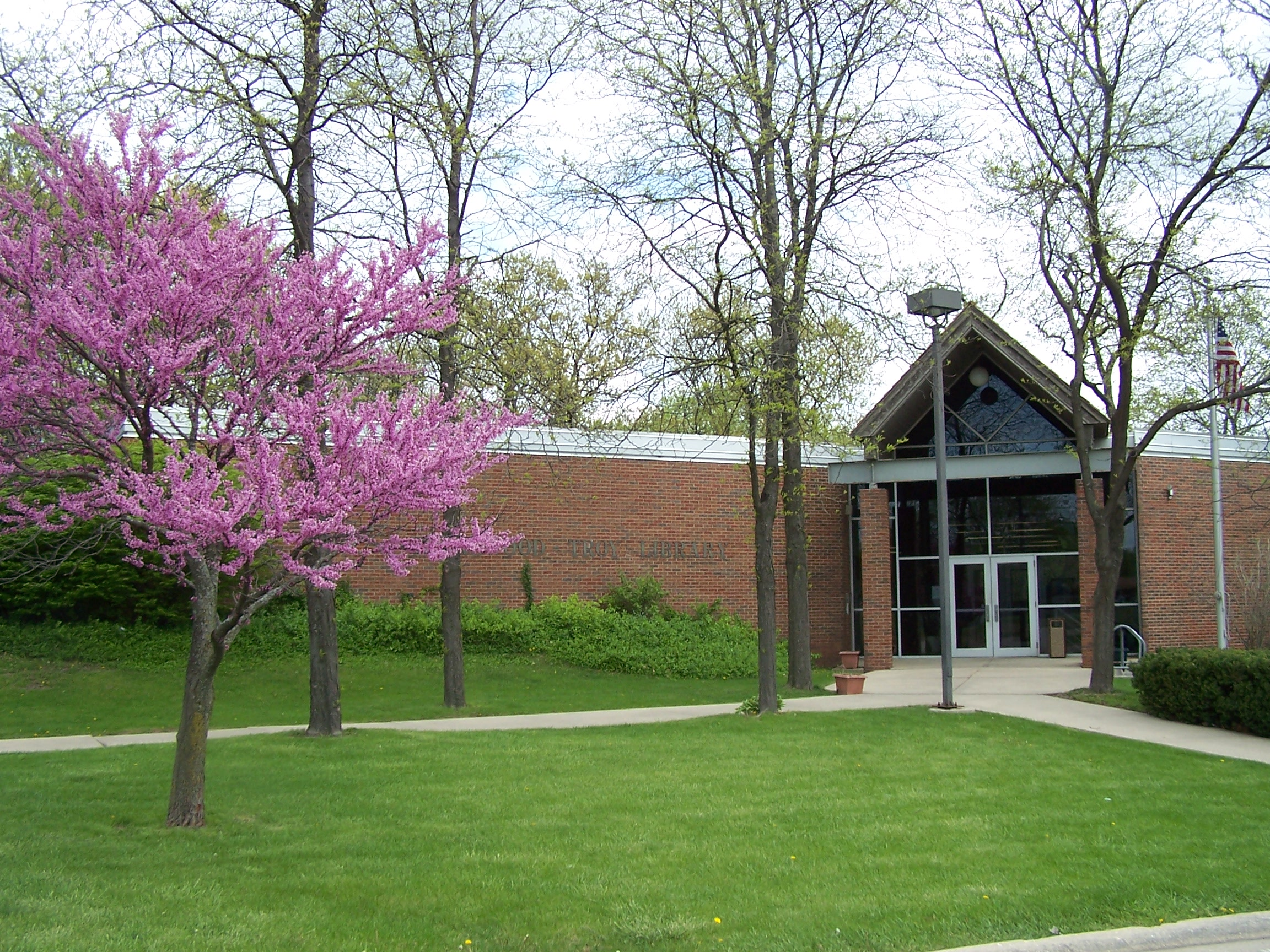
ショアウッド図書館

## 未編入の町
- アンドレス
- クリスタルローンズ
- ピュー
- フェアモント
- フランクフォートスクエア
- グッディングスグローブ
- グッドナウ
- インガルスパーク
- レイクウッドショアーズ
- プレストンハイツ
- リッジウッド
- ウィロウブルック
- ウィルトンセンター

## 教育
- ガバナーズ州立大学は学生数6,000人の2年制公立短大であり、ユニバーシティパークにある
- ルイス大学は学生数5,200人の4年制私立大学であり、ロミオビルにある
- セントフランシス大学は学生数3,300人の4年制私立大学であり、ジョリエットにある
- ラスムッセン・カレッジは4年制私立大学であり、オンラインのカレッジである[6]

- ウィル郡はコミュニティカレッジ第525地区にあり、ジョリエット市のジョリエット・ジュニアカレッジがある[7]。このカレッジは国内で最初の2年制高等教育機関だった。

## インフラ
ウィル郡は、国内天然ガスパイプライン網の中心であり、カナダからとメキシコ湾から伸びてきたパイプラインが合流し、アメリカ合衆国中西部に送られている。
主要高規格道路は州間高速道路55号線、同57号線、同80号線である。州間高速道路355号線は有料道路であり、80号線に接続している。
通勤列車メトラの4路線（メトラ電化本線、サウスウェスト線、ロックアイランド線、ヘリテージ・コリダー線）が郡内各所とシカゴ環状線とを繋いでいる。